# ファンキノン
ファンキノン(Phanquinone)は、有機化合物の1つである。黄色っぽい固体で、4,7-フェナントロリンの酸化により生成する。
抗原虫薬や抗菌薬としての利用が研究されている。